# Richard Gerstl
Richard Gerstl (Viena, 14 de septiembre de 1883-ídem, 4 de noviembre de 1908) fue un pintor austríaco, adscrito al expresionismo. 
Se inició en un estilo modernista, en sintonía con la Sezession vienesa, con influencia de Gustav Klimt, pero desde 1905 inició una línea más personal, cercana al expresionismo. 
Realizó retratos de gran introspección psicológica, como los efectuados a la familia del compositor Arnold Schönberg, que era amigo suyo. Se mudó a su apartamento y entabló un romance con Mathilde, la mujer del compositor, quien abandonó a su marido fugándose con él. Al regresar con Schönberg en octubre de 1908, Richard quemó gran parte de su obra y cartas. El 4 de noviembre se ahorcó en su estudio.
Su obra cayó en el olvido hasta los años 1930, en que fue reivindicada por el marchand Otto Kallir.
De las 66 pinturas y los 8 dibujos clasificados que sobrevivieron, muchas se hallan en el Museo Leopold de Viena.

## Galería

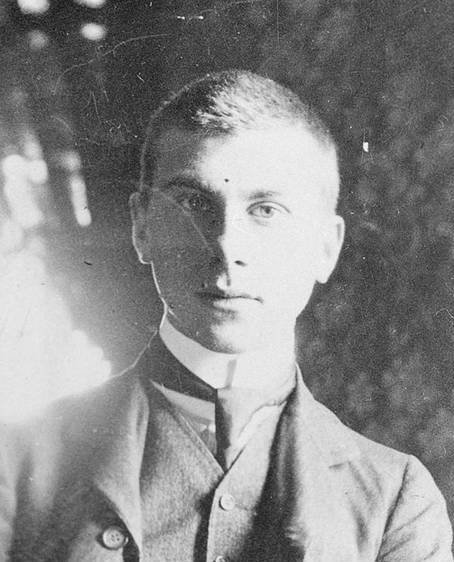
Richard Gerstl, 1905
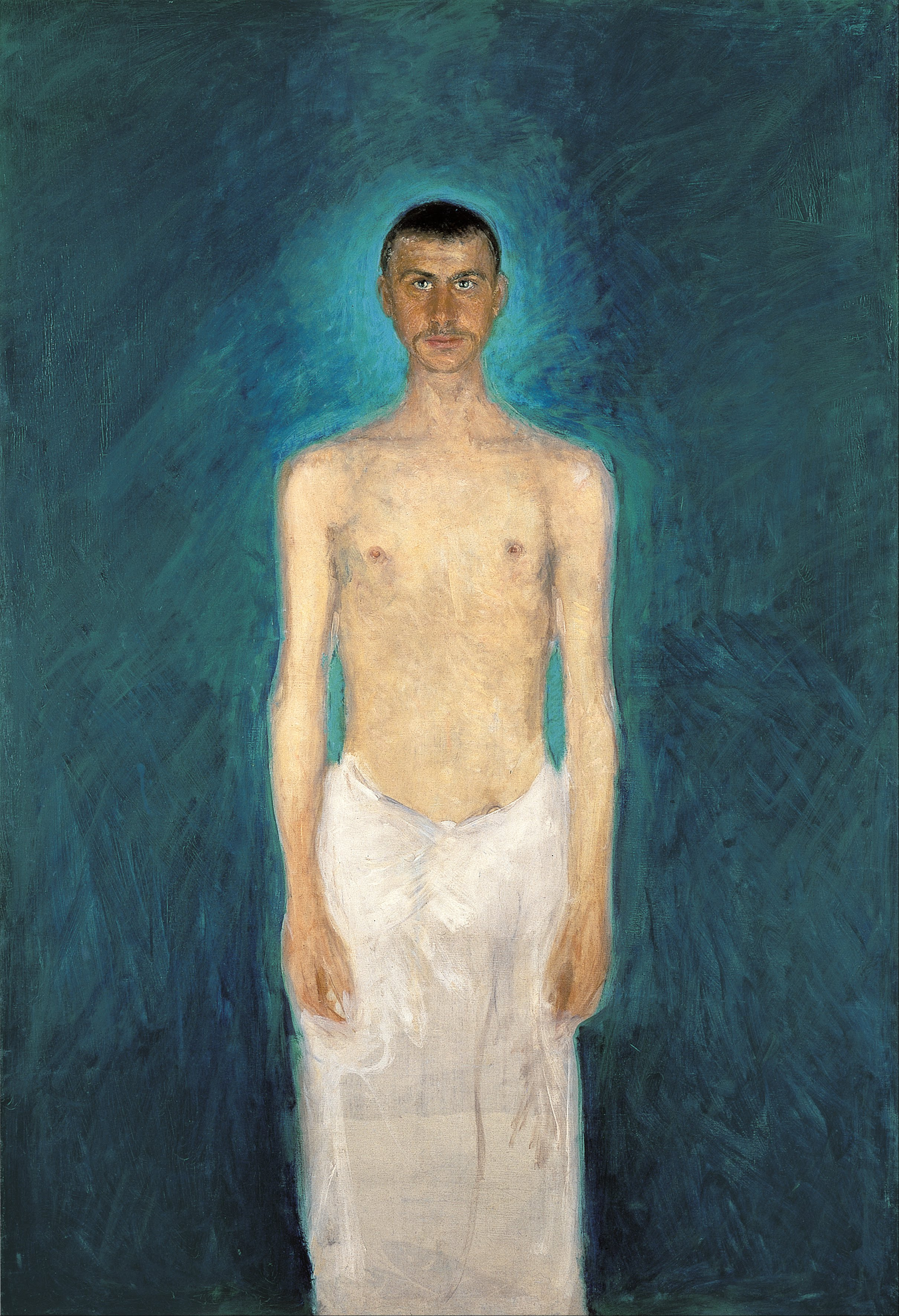
Autorretrato, 1904/5.
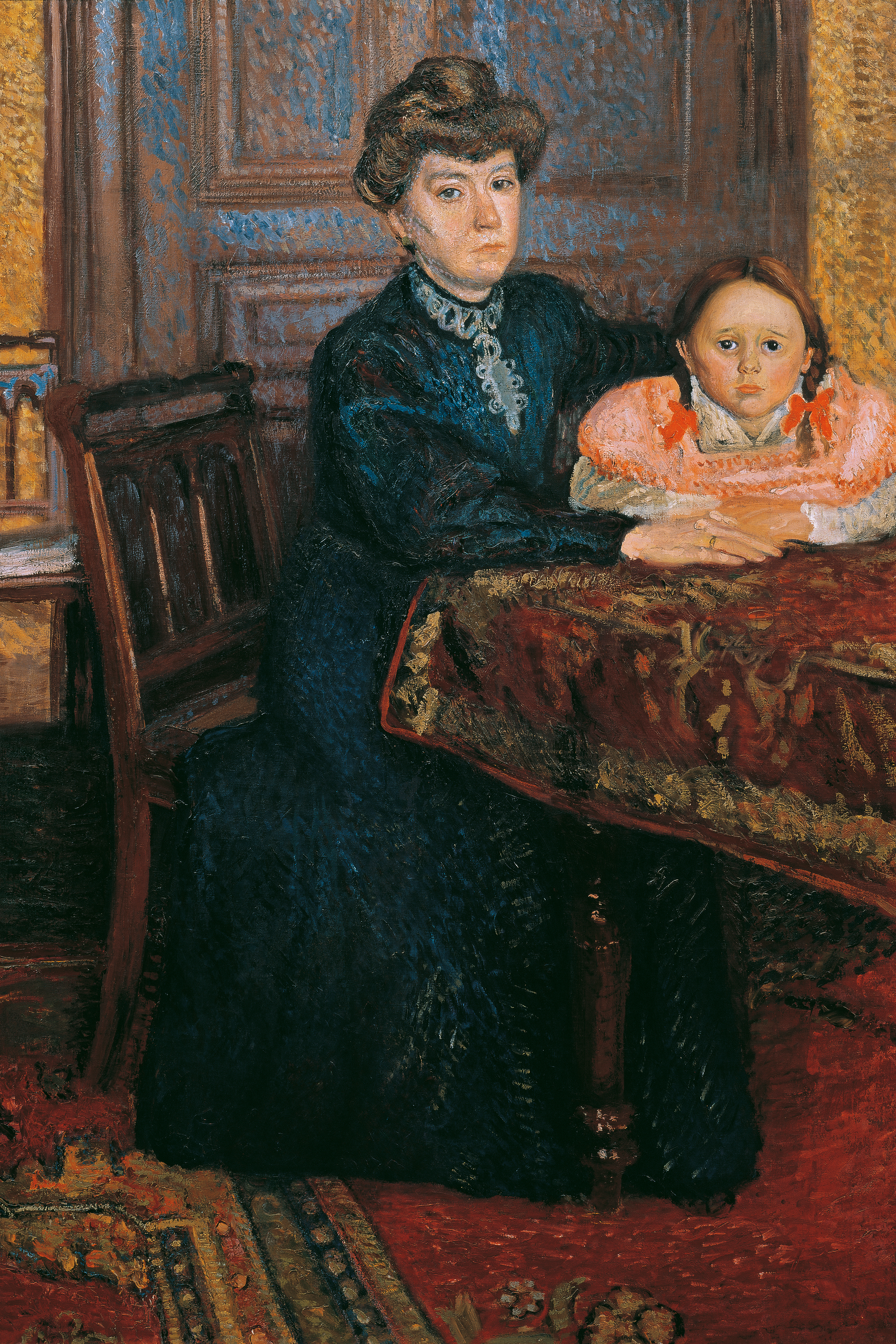
Retrato de Mathilde Schonberg y su hija Gertrude